# Liste de peintures de Thomas Gainsborough
Cette page fournit une liste chronologique de tableaux du peintre anglais Thomas Gainsborough (1727-1788) 

## Les Débuts
| Tableau | Type     | Titre                                                                               | Date              | Technique         | Dimensions   | Référence                 | Lieu de conservation                                   |
| ------- | -------- | ----------------------------------------------------------------------------------- | ----------------- | ----------------- | ------------ | ------------------------- | ------------------------------------------------------ |
|         | Portrait | Clayton Jones                                                                       | 1744-1745         | huile sur toile   | 76 × 63 cm   | Musée                     | Yale Center for British Art, New Haven                 |
|         | Portrait | Lady Lloyd et son fils Richard Savage Lloyd de Hintlesham Hall                      | 1745-1746         | huile sur toile   | 63 × 76 cm   | Musée                     | Yale Center for British Art, New Haven                 |
|         | Paysage  | Paysage boisé avec un homme qui parle à une femme assise                            | vers 1745         | huile sur panneau | 28 × 37 cm   | Musée                     | Yale Center for British Art, New Haven                 |
|         | Paysage  | Paysage boisé avec un berger au repos                                               | vers 1745         | huile sur panneau | 28 × 23 cm   | Collection                | Rijksmuseum Twenthe, Enschede                          |
|         | Portrait | Portrait d'un gentleman                                                             | 1745-1748         | huile sur panneau | 18 × 14 cm   | Musée                     | Clark Art Institute, Williamstown                      |
|         | Paysage  | Paysage avec vue d'un village dans le lointain                                      | 1745-1755         | huile sur toile   | 75 × 151 cm  | Musée                     | Galerie nationale d'Écosse Edimbourg                   |
|         | Portrait | Conversation dans un parc                                                           | 1746              | huile sur panneau | 73 × 68 cm   | Base Joconde              | Musée du Louvre, Paris                                 |
|         | Paysage  | Paysage avec un paysan sur un chemin                                                | 1746-1747         | huile sur toile   | 22 × 17 cm   | Musée                     | Tate Britain, Londres                                  |
|         | Paysage  | Repos sur la route                                                                  | 1746-1747         | huile sur toile   | 102 × 147 cm | Musée                     | Philadelphia Museum of Art                             |
|         | Paysage  | Paysage avec des figures sous un arbre                                              | 1746-1747         | huile sur toile   | 22 × 17 cm   | Musée                     | Tate Britain, Londres                                  |
|         | Paysage  | Paysage avec des figures sur un chemin                                              | 1746-1748         | huile sur toile   | 49 × 59 cm   | Catalogue Sotheby's       | Collection privée Vente Sotheby's 2007                 |
|         | Paysage  | Paysage boisé avec un paysan au repos                                               | vers 1747         | huile sur panneau | 62 × 78 cm   | Musée                     | Tate Britain, Londres                                  |
|         | Portrait | Mr and Mrs Carter de Bullingdon House, Bulmer, Essex                                | 1747-1748         | huile sur toile   | 91 × 71 cm   | Musée                     | Tate Britain, Londres                                  |
|         | Paysage  | Cornard wood, près de Sudbury, Suffolk                                              | 1748              | huile sur toile   | 122 × 155 cm | Musée                     | National Gallery, Londres                              |
|         | Paysage  | Paysage du Suffolk                                                                  | vers 1748         | huile sur toile   | 65 × 95 cm   | Musée                     | Musée d'Histoire de l'art de Vienne                    |
|         | Portrait | Femme avec un épagneul                                                              | vers 1748         | huile sur toile   | 76 × 63 cm   | Musée                     | Bibliothèque Huntington San Marino                     |
|         | Portrait | Portrait de l'artiste avec sa femme et sa fille                                     | vers 1748         | huile sur toile   | 92 × 70 cm   | Musée                     | National Gallery , Londres                             |
|         | Paysage  | Paysage boisé avec ferme et troupeau                                                | 1748-1750         | huile sur toile   | 43 × 54 cm   | Musée                     | Yale Center for British Art, New Haven                 |
|         | Portrait | Portrait d'une femme possiblement de la famille Lloyd                               | vers 1750         | huile sur toile   | 70 × 53 cm   | Musée                     | Musée d'art Kimbell, Fort Worth                        |
|         | Portrait | Sir Richard Lloyd (1696-1761)                                                       | début années 1750 | huile sur toile   | 76 × 63 cm   | Musée                     | National Museum Cardiff                                |
|         | Paysage  | Le Passage du gué                                                                   | vers 1750         | huile sur toile   | 32 × 36 cm   | National Trust            | Upton House, Warwickshire                              |
|         | Portrait | Portrait d'une femme                                                                | vers 1750         | huile sur toile   | 76 × 67 cm   | Musée                     | Yale Center for British Art, New Haven                 |
|         | Portrait | Portrait d'un jeune homme aux cheveux poudrés                                       | vers 1750         | huile sur toile   | 8 × 7 cm     | Musée                     | Yale Center for British Art, New Haven                 |
|         | Portrait | Les Époux Andrews                                                                   | vers 1750         | huile sur toile   | 70 × 119 cm  | Musée                     | National Gallery , Londres                             |
|         | Portrait | Peter Darnell Muilman, Charles Crokatt et William Keable dans un paysage de l'Essex | vers 1750         | huile sur toile   | 76 × 64 cm   | Musée                     | Tate Britain, Londres                                  |
|         | Portrait | Le Révérend John Chafy jouant du violoncelle dans un paysage                        | vers 1750         | huile sur toile   | 75 × 61 cm   | Musée                     | Tate Britain, Londres                                  |
|         | Portrait | Hugh Percy (1712–1786) 1er duc du Northumberland                                    | vers 1750         | huile sur toile   | 230 × 150 cm | Art UK                    | Cour suprême Middlesex Guildhall                       |
|         | Paysage  | Paysage fluvial boisé avec paysans au repos et clocher d'église                     | vers 1750         | huile sur toile   | 24 × 32 cm   | Musée                     | Speed Art Museum, Louisville                           |
|         | Paysage  | Paysage avec un ruisseau et un barrage                                              | 1750-1753         | huile sur toile   | 80 × 95 cm   | Musée                     | Yale Center for British Art New Haven                  |
|         | Paysage  | Les Arbres abattus                                                                  | 1750-1753         | huile sur toile   | 102 × 91 cm  | Musée                     | Minneapolis Institute of Art                           |
|         | Portrait | Sarah Kirby (née Bull) et (John) Joshua Kirby                                       | 1751-1752         | huile sur toile   | 77 × 64 cm   | National Portrait Gallery | Beningbrough Hall, Yorkshire                           |
|         | Portrait | Un couple dans un paysage                                                           | vers 1752         | huile sur toile   | 50 × 60 cm   | Musée                     | Dulwich Picture Gallery, Londres                       |
|         | Portrait | John Plampin                                                                        | vers 1752         | huile sur toile   | 50 × 60 cm   | Musée                     | National Gallery, Londres                              |
|         | Paysage  | Paysage boisé avec des figures près d'une maison                                    | vers 1752         | huile sur toile   | 22 × 18 cm   | Musée                     | Clark Art Institute, Williamstown                      |
|         | Portrait | Susan Murrill Mrs Henry Hill (1717-1794)                                            | 1750-1759         | huile sur toile   | 75 × 62 cm   | National Trust            | Montacute House, Somerset                              |
|         | Portrait | Portrait de Mrs Elizabeth Edgar en robe bleue                                       | vers 1752         | huile sur toile   | 61 × 51 cm   | Catalogue Sotheby's       | Collection privée Vente Sotheby's 2014                 |
|         | Portrait | Portrait d'un homme d'église du Suffolk                                             | 1752              | huile sur toile   | 90 × 70 cm   | Catalogue Sotheby's       | Collection privée Vente Sotheby's 2009                 |
|         | Portrait | Edward Vernon                                                                       | vers 1753         | huile sur toile   | 126 × 104 cm | National Portrait Gallery | Beningbrough Hall, Yorkshire                           |
|         | Paysage  | Paysage avec bohémiens                                                              | 1753-1754         | huile sur toile   | 50 × 60 cm   | Musée                     | Tate Britain, Londres                                  |
|         | Portrait | Portrait de Robert Price (1717-1761) écuyer de Foxley (Herefordshire)               | 1754              | huile sur toile   | 76 × 63 cm   | Catalogue Sotheby's       | Collection privée Vente Sotheby's 2018                 |
|         | Portrait | John et Ann Gravenor avec leurs filles                                              | vers 1754         | huile sur toile   | 90 × 90 cm   | Musée                     | Yale Center for British Art, New Haven                 |
|         | Paysage  | Paysage avec laitière                                                               | 1754-1756         | huile sur toile   | 76 × 102 cm  | Musée                     | Yale Center for British Art, New Haven                 |
|         | Paysage  | Paysage avec une ferme en construction et un chariot                                | 1754-1756         | huile sur toile   | 51 × 63 cm   | Musée                     | Bibliothèque Huntington San Marino (Californie)        |
|         | Paysage  | Paysage du Suffolk                                                                  | 1754-1756         | huile sur toile   | 64 × 77 cm   | Musée                     | Musée d'art Kimbell, Fort Worth                        |
|         | Paysage  | Paysage avec transport fluvial du bétail                                            | 1754-1756         | huile sur toile   | 124 × 99 cm  | Musée                     | Musée des beaux-arts du Canada Ottawa                  |
|         | Portrait | Samuel Kilderbee d'Ipswich                                                          | vers 1755         | huile sur toile   | 125 × 100 cm | Musée                     | California Palace of the Legion of Honor San Francisco |
|         | Paysage  | Vue du Suffolk                                                                      | vers 1755         | huile sur toile   | 96 × 125 cm  | Musée                     | musée d'art de Saint-Louis                             |
|         | Portrait | Major John Dade, de Tannington                                                      | vers 1755         | huile sur toile   | 76 × 65 cm   | Musée                     | Yale Center for British Art, New Haven                 |
|         | Portrait | Joseph Gibbs, musicien                                                              | vers 1755         | huile sur toile   | 61 × 50 cm   | National Portrait Gallery | Beningbrough Hall, Yorkshire                           |
|         | Portrait | Portrait de John Sparrowe                                                           | 1755-1758         | huile sur toile   | 127 × 102 cm | Musée                     | Auckland Art Gallery                                   |
|         | Paysage  | Paysage avec des amoureux deux vaches et un homme sur un pont dans le lointain      | 1755-1759         | huile sur toile   | 64 × 76 cm   | Musée                     | Philadelphia Museum of Art                             |
|         | Portrait | Les Filles du peintre chassant un papillon                                          | vers 1756         | huile sur toile   | 113 × 105 cm | Musée                     | Yale Center for British Art, New Haven                 |
|         | Portrait | Mrs Prudence Rix                                                                    | vers 1756         | huile sur toile   | 76 × 76 cm   | Musée                     | Manchester City Art Galleries                          |
|         | Portrait | Sarah, Lady Innes                                                                   | vers 1757         | huile sur toile   | 102 × 73 cm  | Musée                     | Frick Collection, New York                             |
|         | Portrait | Un homme appelé M. Wood le maître danseur                                           | vers 1757         | huile sur toile   | 62 × 51 cm   | Musée                     | Yale Center for British Art, New Haven                 |
|         | Portrait | Portrait du capitaine Sharpe                                                        | 1757-1758         | huile sur toile   | 76 × 63 cm   | Catalogue Sotheby's       | Collection privée Vente Sotheby's 2007                 |
|         | Portrait | Les Deux filles du peintre                                                          | vers 1758         | huile sur toile   | 41 × 58 cm   | Musée                     | Victoria and Albert Museum, Londres                    |
|         | Portrait | Margaret Gainsborough (1728-1798) la femme de l'artiste                             | vers 1758         | huile sur toile   | 76 × 63 cm   | Bildindex                 | Gemäldegalerie (Berlin)                                |
|         | Portrait | Portrait de Mrs John Gisborne (née Bateman)                                         | vers 1758         | huile sur toile   | 76 × 63 cm   | Catalogue Sotheby's       | Collection privée Vente Sotheby's 2010                 |
|         | Portrait | Le Reverend Samuel Kilderbee (1725-1813)                                            | vers 1758         | huile sur toile   | 76 × 64 cm   | Musée                     | Galerie d'art de Nouvelle-Galles du Sud, Sydney        |
|         | Portrait | Miss Susanna Gardiner (1752-1818) nièce de l'artiste                                | 1758-1759         | huile sur toile   | 76 × 63 cm   | Musée                     | Yale Center for British Art, New Haven                 |

## La Renommée à Bath 1759-1774
| Tableau | Type      | Titre | Date                  | Technique                                       | Dimensions   | Référence           | Lieu de conservation                                   |
| ------- | --------- | --- | --------------------- | ----------------------------------------------- | ------------ | ------------------- | ------------------------------------------------------ |
|         | Portrait  | Autoportrait | vers 1759             | huile sur toile                                 | 76 × 63 cm   | Musée               | National Portrait Gallery, Londres                     |
|         | Portrait  | Barbara Browne Lady Mostyn (1729–1801)                                                                             | vers 1759             | huile sur toile                                 | 30 × 25 cm   | Musée               | Albany Institute of History and Art                    |
|         | Portrait  | Possiblement Elizabeth Collett Mrs John Durbin (1737-1759)                                                         | 1759                  | huile sur toile                                 | 77 × 65 cm   | National Trust      | Clevedon Court, North Somerset                         |
|         | Portrait  | Portrait de Richard Lowndes (1707-1775)                                                                            | 1759                  | huile sur toile                                 | 76 × 63 cm   | Catalogue Sotheby's | Collection privée Vente Sotheby's 2010                 |
|         | Portrait  | Ann Ford devenue Mrs. Philip Thicknesse                                                                            | 1760                  | huile sur toile                                 | 197 × 135 cm | Musée               | Cincinnati Art Museum                                  |
|         | Portrait  | Portrait de Lady Alston                                                                                            | 1760                  | huile sur toile                                 | 228 × 166 cm | Base Joconde        | Musée du Louvre, Paris                                 |
|         | Portrait  | Portrait de Lady Alston                                                                                            | vers 1760             | huile sur toile                                 | 76 × 63 cm   | Catalogue Sotheby's | Collection privée Vente Sotheby's 2013                 |
|         | Paysage   | Un grand paysage                                                                                                   | Début années 1760     | huile sur toile                                 | 146 × 157 cm | Musée               | Worcester Art Museum Massachusetts                     |
|         | Paysage   | Paysage boisé avec un garçon menant un âne et un chien                                                             | Début années 1760     | huile sur toile                                 | 30 × 34 cm   | Musée               | Clark Art Institute, Williamstown                      |
|         | Portrait  | George Lucy (1714 – 1786)                                                                                          | 1760                  | huile sur toile                                 | 74 × 61 cm   | National Trust      | Charlecote Park, Stratford-on-Avon, Warwickshire       |
|         | Portrait  | Portrait de Nicholas Pearse (1720-1793)                                                                            | vers 1760             | huile sur toile                                 | 76 × 63 cm   | Catalogue Sotheby's | Collection privée Vente Sotheby's 2006                 |
|         | Portrait  | Uvedale Tomkyns Price                                                                                              | vers 1760             | huile sur toile                                 | 127 × 102 cm | Musée               | Alte Pinakothek, Munich                                |
|         | Portrait  | Le Juriste Joshua Grigby III (1731-1798)                                                                           | 1760-1765             | huile sur toile                                 | 127 × 102 cm | Musée               | Gemäldegalerie (Berlin)                                |
|         | Portrait  | Jeune gentleman | 1760-1765             | huile sur toile                                 | 76 × 63 cm   | Musée               | Manchester City Art Galleries                          |
|         | Portrait  | Mrs. Charles Tudway                                                                                                | 1760-1765             | huile sur toile                                 | 226 × 154 cm | Musée               | Baltimore Museum of Art                                |
|         | Portrait  | James ('Janus') Modyford Heywood (1732-1798)                                                                       | 1760-1788             | huile sur toile                                 | 128 × 102 cm | National Trust      | Clevedon Court, North Somerset                         |
|         | Portrait  | Les Filles du peintre avec un chat                                                                                 | 1760-1761             | huile sur toile                                 | 76 × 63 cm   | Musée               | National Gallery, Londres                              |
|         | Paysage   | Coucher de soleil: chevaux de trait buvant dans un ruisseau                                                        | vers 1760             | huile sur toile                                 | 143 × 154 cm | Musée               | Tate Britain, Londres                                  |
|         | Portrait  | James Quin (1693-1766) acteur                                                                                      | 1760-1763             | huile sur toile                                 | 65 × 51 cm   | Collection          | Royal Collection                                       |
|         | Portrait  | John Talbot (?1717-1778)                                                                                           | 1760-1765             | huile sur toile                                 | 76 × 63 cm   | National Trust      | Abbaye Sainte-Marie de Lacock, Wiltshire               |
|         | Portrait  | Edward Clive futur 1er comte de Powis III enfant                                                                   | 1762-1763             | huile sur toile                                 | 127 × 101 cm | National Trust      | Château de Powis Welshpool                             |
|         | Paysage   | Paysage boisé avec bûcheron                                                                                        | 1762-1763             | huile sur toile                                 | 100 × 127 cm | Musée               | musée des Beaux-Arts de Houston                        |
|         | Portrait  | Francis Basset de Tehidy (1715 - 1769)                                                                             | 1762-1769             | huile sur toile                                 | 127 × 101 cm | National Trust      | Lanhydrock, Cornouailles                               |
|         | Portrait  | Portrait des filles de l'artiste                                                                                   | 1763-1764             | huile sur toile                                 | 143 × 154 cm | Musée               | Worcester Art Museum , Massachusetts                   |
|         | Portrait  | Louisa Barbarina Mansel Lady Vernon (1732-1786)                                                                    | 1763-1767             | huile sur toile                                 | 96 × 84 cm   | National Trust      | Sudbury Hall, Derbyshire                               |
|         | Portrait  | Dame en bonnet | vers 1763             | huile sur toile                                 | 78 × 65 cm   | Musée               | Indianapolis Museum of Art                             |
|         | Portrait  | Portrait de la comtesse Howe                                                                                       | 1764                  | huile sur toile                                 | 244 × 152 cm | Collection          | Kenwood House, English Heritage                        |
|         | Portrait  | Le Dr. Abel Moysey                                                                                                 | vers 1764             | huile sur toile                                 | 58 × 46 cm   | Musée               | Tate Britain, Londres                                  |
|         | Portrait  | Dr Rice Charleton (1722/1723–1788)                                                                                 | vers 1764             | huile sur toile                                 | 229 × 152 cm | Art UK              | Holburne Museum, Bath                                  |
|         | Portrait  | Elizabeth Wrottesley future Duchesse de Grafton                                                                    | 1764-1765             | huile sur toile                                 | 76 × 63 cm   | Musée               | National Gallery of Victoria                           |
|         | Portrait  | Miss Theodosia Magill (1744-1817) future Comtesse de Clanwilliam                                                   | 1765                  | huile sur toile                                 | 127 × 102 cm | Musée               | Ulster Museum, Belfast                                 |
|         | Portrait  | Lieutenant General Philip Honywood                                                                                 | 1765                  | huile sur toile                                 | 327 × 300 cm | Musée               | Musée d'Art John et Mable Ringling Sarasota            |
|         | Portrait  | Major General Sir William Draper                                                                                   | vers 1765             | huile sur toile                                 | 127 × 102 cm | Musée               | California Palace of the Legion of Honor San Francisco |
|         | Portrait  | Portrait de Miss Eleanor Hobson                                                                                    | vers 1765             | huile sur toile                                 | 76 × 63 cm   | Catalogue Sotheby's | Collection privée Vente Sotheby's 2013                 |
|         | Animalier | Spitz (chien) | vers 1765             | huile sur toile                                 | 61 × 75 cm   | Musée               | Centre d'art britannique de Yale, New Haven            |
|         | Portrait  | Mary Litt le, plus tard Lady Carr                                                                                  | vers 1765             | huile sur toile                                 | 127 × 102 cm | Musée               | Centre d'art britannique de Yale, New Haven            |
|         | Portrait  | Karl Friedrich Abel                                                                                                | vers 1765             | huile sur toile                                 | 127 × 102 cm | Musée               | National Portrait Gallery, Londres                     |
|         | Portrait  | Un officier des 16ème dragons légers                                                                               | vers 1765             | huile sur toile                                 | 74 × 60 cm   | Musée               | Tate Britain, Londres                                  |
|         | Portrait  | Robert Butcher de Walthamstow                                                                                      | vers 1765             | huile sur toile                                 | 75 × 62 cm   | Musée               | Musée du Prado, Madrid                                 |
|         | Portrait  | Mrs. Edmund Morton Pleydell (Dorset)                                                                               | vers 1765             | huile sur toile                                 | 126 × 105 cm | Musée               | Musée des Beaux-Arts de Boston                         |
|         | Paysage   | Paysage boisé avec des paysans dans un chariot                                                                     | 1766                  | huile sur toile                                 | 35 × 30 cm   | Catalogue Sotheby's | Collection privée Vente Sotheby's 2015                 |
|         | Portrait  | Portrait du Dr. William Walcot Norfolk (comté)                                                                     | 1767                  | huile sur toile                                 | 76 × 63 cm   | Catalogue Sotheby's | Collection privée, Vente Sotheby's 2007                |
|         | Portrait  | John Campbell 4ème Duc d'Argyll soldat de 1693 à 1770                                                              | 1767                  | huile sur toile                                 | 235 × 154 cm | Musée               | Galerie nationale d'Écosse Edimbourg                   |
|         | Portrait  | Portrait de Mrs. Awse                                                                                              | 1767                  | huile sur toile                                 | 77 × 64 cm   | Musée               | Kōriyama City Museum of Art                            |
|         | Paysage   | Le Chariot des moissonneurs                                                                                        | exposé à Bath en 1767 | huile sur toile                                 | 120 × 145 cm | Musée               | Barber Institute of Fine Arts, Birmingham              |
|         | Portrait  | Colonel Alexander Champion                                                                                         | vers 1767             | huile sur toile                                 | 74 × 62 cm   | National Trust      | Hatchlands Park, Surrey                                |
|         | Portrait  | Commodore l'Hon. Augustus Hervey futur vice-amiral, et 3ème comte de Bristol (1724-1779)                           | 1767-1768             | huile sur toile                                 | 232 × 152 cm | National Trust      | Ickworth, Suffolk                                      |
|         | Paysage   | Le Retour du marché                                                                                                | 1767-1768             | huile sur toile                                 | 121 × 170 cm | Musée               | Musée d'art de Toledo                                  |
|         | Portrait  | Portrait de Mrs Richards Amie de David Garrick                                                                     | 1768                  | huile sur toile                                 | 76 × 63 cm   | Catalogue Sotheby's | Collection privée, Vente Sotheby's 2012                |
|         | Portrait  | Ignatius Sancho | 1768                  | huile sur toile                                 | 74 × 62 cm   | Musée               | Musée des beaux-arts du Canada Ottawa                  |
|         | Portrait  | Robert, Lord Clive                                                                                                 | vers 1768             | huile sur toile                                 |              | Musée               | National Army Museum, Londres                          |
|         | Portrait  | Portrait de George Pitt Premier Lord Rivers                                                                        | 1768-1769             | huile sur toile                                 | 261 × 181 cm | Musée               | Cleveland Museum of Art                                |
|         | Paysage   | Vue près de King's Bromley sur Trent, Staffordshire                                                                | 1768-1770             | huile sur toile                                 | 119 × 168 cm | Musée               | Philadelphia Museum of Art                             |
|         | Portrait  | Letitia Leigh Mrs Townley Balfour (1746-1838)                                                                      | 1768-1771             | huile sur toile                                 | 76 × 63 cm   | National Trust      | Hatchlands Park, Surrey                                |
|         | Portrait  | L'Hon. Thomas Needham                                                                                              | 1768                  | huile sur toile                                 | 229 × 152 cm | Trust               | Ascott, Buckinghamshire                                |
|         | Portrait  | John Needham, 10ème Vicomte Kilmorey                                                                               | vers 1768             | huile sur toile                                 | 234 × 156 cm | Musée               | Tate Britain, Londres                                  |
|         | Paysage   | Paysage boisé avec bâtiment                                                                                        | vers 1768             | huile sur toile                                 | 42 × 54 cm   | Musée               | Tate Britain, Londres                                  |
|         | Paysage   | Paysage boisé avec deux enfants descendant l'escalier d'une maison                                                 | vers 1768             | huile sur toile                                 | 153 × 183 cm | Catalogue Sotheby's | Collection privée, Vente Sotheby's 2015                |
|         | Portrait  | Elizabeth et Thomas Linley                                                                                         | vers 1768             | huile sur toile                                 | 70 × 62 cm   | Musée               | Clark Art Institute, Williamstown                      |
|         | Portrait  | Miss Elizabeth Singleton                                                                                           | vers 1769             | huile sur toile                                 | 35 × 30 cm   | Musée               | Tate Britain, Londres                                  |
|         | Portrait  | Isabella, Vicomtesse Molyneux future comtesse de Sefton                                                            | 1ere exposition 1769  | huile sur toile                                 | 236 × 155 cm | Musée               | Walker Art Gallery, Liverpool                          |
|         | Portrait  | David Garrick | 1770                  | huile sur toile                                 | 76 × 63 cm   | Musée               | National Portrait Gallery au musée Holburne, Bath      |
|         | Portrait  | Edward vicomte, futur comte Ligonier                                                                               | 1770                  | huile sur toile                                 | 239 × 157 cm | Musée               | Bibliothèque Huntington San Marino (Californie)        |
|         | Portrait  | Penelope (Pitt) Vicomtesse Ligonier                                                                                | 1770                  | huile sur toile                                 | 240 × 157 cm | Musée               | Bibliothèque Huntington San Marino (Californie)        |
|         | Portrait  | Sir Francis Gregg                                                                                                  | vers 1770             | huile sur toile                                 | 75 × 63 cm   | Musée               | Tate Britain, Londres                                  |
|         | Portrait  | Maria, Lady Eardley (1743-1794)                                                                                    | vers 1770             | huile sur toile                                 | 215 × 149 cm | Musée               | Nationalmuseum, Stockholm                              |
|         | Portrait  | Dr Ralph Schomberg                                                                                                 | vers 1770             | huile sur toile                                 | 233 × 153 cm | Musée               | National Gallery, Londres                              |
|         | Portrait  | Le Garçon bleu, Jonathan Buttall                                                                                   | 1770                  | huile sur toile                                 | 179 × 124 cm | Musée               | Huntington Museum of Art, San Marino                   |
|         | Portrait  | Portrait de Thomas Hammer copie d'après Van Dyck                                                                   | 1770                  | huile sur toile                                 | 103 × 83 cm  | Catalogue Sotheby's | Collection privée Vente Sotheby's 2008                 |
|         | Portrait  | Portrait de l'Honorable Harriot Marsham                                                                            | vers 1770             | huile sur toile                                 | 75 × 61 cm   | Musée               | Barber Institute of Fine Arts Birmingham               |
|         | Portrait  | Le Page bleu | 1770-1774             | huile sur toile                                 | 165 × 113 cm | Catalogue Sotheby's | Collection privée Vente Sotheby's 2016                 |
|         | Portrait  | Portrait d'une jeune femme dite Miss Sparrow                                                                       | vers 1770             | huile sur toile                                 | 76 × 63 cm   | Musée               | Metropolitan Museum of Art, New York                   |
|         | Portrait  | John Russell 4ème Duc de Bedford                                                                                   | vers 1770             | huile sur toile                                 | 75 × 62 cm   | Musée               | National Portrait Gallery Londres                      |
|         | Portrait  | Portrait de Mrs. Robinson (Elizabeth Fortescue)                                                                    | vers 1770             | huile sur toile                                 | 128 × 103 cm | Musée               | Clark Art Institute Williamstown                       |
|         | Portrait  | Thomas Linley le vieux                                                                                             | vers 1770             | huile sur toile                                 | 76 × 63 cm   | Musée               | Dulwich Picture Gallery Londres                        |
|         | Portrait  | Thomas Linley le jeune                                                                                             | 1771                  | huile sur toile                                 | 76 × 63 cm   | Musée               | Dulwich Picture Gallery Londres                        |
|         | Paysage   | Paysage boisé et rocheux avec des amoureux                                                                         | vers 1771             | huile sur toile                                 | 124 × 149 cm | Musée               | Musée national du pays de Galles                       |
|         | Portrait  | Hester, Comtesse du Sussex et sa fille, Lady Barbara Yelverton                                                     | 1771                  | huile sur toile                                 | 227 × 153 cm | Musée               | Musée d'art de Toledo                                  |
|         | Paysage   | Paysage avec des bœufs jeune homme courtisant la laitière                                                          | début années 1770     | huile sur toile                                 | 120 × 147 cm | Catalogue Sotheby's | Collection privée Vente Sotheby's 2007                 |
|         | Portrait  | Mrs. Ralph Izard (Alice De Lancey, 1746/47–1832)                                                                   | années 1770           | huile sur toile                                 | 77 × 64 cm   | Musée               | Metropolitan Museum of Art New York                    |
|         | Portrait  | Gainsborough Dupont                                                                                                | 1770-1775             | huile sur toile                                 | 45 × 37 cm   | Musée               | Tate Britain, Londres                                  |
|         | Portrait  | Le Révérend Humphry Gainsborough                                                                                   | 1770-1774             | huile sur toile                                 | 127 × 102 cm | Musée               | Centre d'art britannique de Yale, New Haven            |
|         | Portrait  | Le Révérend Samuel Uvedale                                                                                         | 1770-1774             | huile sur toile                                 | 34 × 29 cm   | Musée               | Centre d'art britannique de Yale, New Haven            |
|         | Portrait  | Sir Benjamin Truman brasseur à Spitalfields                                                                        | 1770-1774             | huile sur toile                                 | 239 × 151 cm | Musée               | Tate Britain, Londres                                  |
|         | Portrait  | William Lowndes (1687-1775) vérificateur de la Cour de l'Échiquier de Sa Majesté                                   | 1771                  | huile sur toile                                 | 127 × 102 cm | Musée               | Centre d'art britannique de Yale, New Haven            |
|         | Paysage   | Paysage avec ferme et église                                                                                       | 1771-1772             | huile sur toile avec un peu de craie noire      | 41 × 49 cm   | Musée               | Centre d'art britannique de Yale, New Haven            |
|         | Paysage   | Paysage boisé imaginaire avec bergers et troupeau                                                                  | 1771-1772             | huile et divers matériaux sur papier, sur toile | 62 × 75 cm   | Musée               | Centre d'art britannique de Yale, New Haven            |
|         | Portrait  | Maître John Heathcote                                                                                              | 1771-1772             | huile sur toile                                 | 127 × 102 cm | Musée               | National Gallery of Art, Washington                    |
|         | Portrait  | La Fille de l'artiste, Margaret                                                                                    | 1772                  | huile sur toile                                 | 76 × 63 cm   | Musée               | Tate Britain, Londres                                  |
|         | Portrait  | Portrait de Thomas Panton (1700-1782)                                                                              | 1772                  | huile sur toile                                 | 76 × 63 cm   | Catalogue Sotheby's | Collection privée, Vente Sotheby's 2015                |
|         | Portrait  | Portrait de Lady Fludyer                                                                                           | vers 1772             | huile sur toile                                 | 76 × 63 cm   | Catalogue Sotheby's | Collection privée Vente Sotheby's 2016                 |
|         | Portrait  | Les Sœurs Linley                                                                                                   | 1772 retouché 1785    | huile sur toile                                 | 199 × 153 cm | Musée               | Dulwich Picture Gallery, Londres                       |
|         | Portrait  | Johan Zoffany | vers 1772             | huile sur toile                                 | 20 × 17 cm   | Musée               | Tate Britain, Londres                                  |
|         | Portrait  | William Johnstone-Pulteney futur cinquième Lord Pulteney                                                           | vers 1772             | huile sur toile                                 | 237 × 150 cm | Musée               | Centre d'art britannique de Yale, New Haven            |
|         | Portrait  | Capitaine Thomas Mathews fils de Thomas Mathews                                                                    | vers 1772             | huile sur toile                                 | 77 × 64 cm   | Musée               | Musée des Beaux-Arts de Boston                         |
|         | Portrait  | Mrs. Thomas Mathews                                                                                                | vers 1772             | huile sur toile                                 | 77 × 65 cm   | Musée               | Musée des Beaux-Arts de Boston                         |
|         | Paysage   | Personnages devant une ferme                                                                                       | 1772-1773             | huile sur toile                                 | 149 × 120 cm | Musée               | Tokyo, Fuji Art Museum                                 |
|         | Portrait  | Portrait de Mrs. Clement Tudway                                                                                    | 1773                  | huile sur toile                                 | 76 × 64 cm   | Musée               | Philadelphia Museum of Art                             |
|         | Paysage   | Paysage avec du bétail                                                                                             | vers 1773             | huile sur toile                                 | 120 × 145 cm | Musée               | Centre d'art britannique de Yale, New Haven            |
|         | Portrait  | John Henderson acteur                                                                                              | 1773-1775             | huile sur toile                                 | 74 × 61 cm   | Musée               | National Portrait Gallery Holburne Museum, Bath        |
|         | Paysage   | Vallée de montagne avec personnages et village lointain                                                            | 1773-1777             | huile sur toile                                 | 122 × 149 cm | Musée               | Centre d'art britannique de Yale New Haven             |
|         | Portrait  | Henry Frederick, Duc de Cumberland (1745-90)                                                                       | 1773-1777             | huile sur toile                                 | 240 × 143 cm | Collection          | Royal Collection                                       |
|         | Portrait  | Anne, Duchesse de Cumberland (1743-1808)                                                                           | 1773-1777             | huile sur toile                                 | 242 × 143 cm | Collection          | Royal Collection                                       |
|         | Portrait  | Sir William Blackstone                                                                                             | 1774                  | huile sur toile                                 | 76 × 63 cm   | Musée               | Tate Britain, Londres                                  |
|         | Portrait  | Amiral Sir Charles Thompson, Baronnet                                                                              | 1774                  | huile sur toile                                 | 127 × 102 cm | Musée               | Tate Britain, Londres                                  |
|         | Portrait  | Un Setter assis dans un paysage                                                                                    | vers 1774             | huile sur toile                                 | 90 × 124 cm  | National Trust      | Petworth House, West Sussex                            |
|         | Portrait  | Portrait de Thomas Walker de Woodstock Oxford (1724-1804) vérificateur pour George Spencer (4e duc de Marlborough) | vers 1774             | huile sur toile                                 | 76 × 63 cm   | Catalogue Ph. Mould | Collection privée, Vente Philip Mould                  |

## Retour à Londres en 1774 et commandes royales
| Tableau | Type           | Titre | Date                         | Technique                   | Dimensions     | Référence            | Lieu de conservation                                   |
| ------- | -------------- | --- | ---------------------------- | --------------------------- | -------------- | -------------------- | ------------------------------------------------------ |
|         | Portrait       | Richard Paul Jodrell | vers 1774                    | huile sur toile             | 77 × 64 cm     | Musée                | Frick Collection New York                              |
|         | Portrait       | Stringer Lawrence militaire | 1774-1775                    | huile sur toile             | 76 × 63 cm     | Musée                | National Portrait Gallery Londres                      |
|         | Paysage        | Paysage boisé rocheux avec des amoureux au bord d'un point d'eau                                                                 | 1774-1777                    | huile sur toile             | 120 × 145 cm   | National Trust       | Petworth House, West Sussex                            |
|         | Portrait       | Sir George Scott Chad Baronnet de Thursford (1730-1815) Norfolk                                                                  | vers 1775                    | huile sur toile             | 72 × 61 cm     | Musée                | Birmingham (Alabama) Museum of Art                     |
|         | Portrait       | Lady Chad | vers 1775                    | huile sur toile             | 72 × 60 cm     | Musée                | Birmingham (Alabama) Museum of Art                     |
|         | Portrait       | John Wilkinson (1728-1808) Ingénieur                                                                                             | vers 1775                    | huile sur toile             | 234 × 145 cm   | Musée                | Gemäldegalerie (Berlin)                                |
|         | Portrait       | Eleazar Davy du Grove Yoxford, Suffolk                                                                                           | vers 1775                    | huile sur toile             | 74 × 61 cm     | Musée                | California Palace of the Legion of Honor San Francisco |
|         | Paysage        | Paysage rocheux et boisé | vers 1775                    | huile sur toile             |                | National Trust       | Petworth House, Sussex                                 |
|         | Portrait       | Portrait de Mrs Lowndes-Stone | vers 1775                    | huile sur toile             | 232 × 153 cm   | Musée                | Musée Calouste-Gulbenkian Lisbonne                     |
|         | Portrait       | Isaac Henrique Sequeira médecin de l'ambassade portugaise                                                                        | vers 1775                    | huile sur toile             | 127 × 102 cm   | Musée                | Musée du Prado Madrid                                  |
|         | Portrait       | John Eld de Seighford Hall Stafford                                                                                              | vers 1775                    | huile sur toile             | 239 × 153 cm   | Musée                | Musée des Beaux-Arts de Boston                         |
|         | Portrait       | HRH William Henry 1er duc de Gloucester (non terminé)                                                                            | vers 1775                    | huile sur toile             | 239 × 153 cm   | Musée                | National Army Museum, Londres                          |
|         | Portrait       | Portrait de John Palmer Directeur du Bath Theater                                                                                | vers 1775                    | huile sur toile             | 76 × 64 cm     | Musée                | Philadelphia Museum of Art                             |
|         | Portrait       | Portrait de Miss Elizabeth Linley future Mrs. Richard Brinsley Sheridan                                                          | vers 1775                    | huile sur toile             | 76 × 63 cm     | Musée                | Philadelphia Museum of Art                             |
|         | Portrait       | Son Hon. Mrs. Thomas Graham | 1775-1777                    | huile sur toile             | 89 × 69 cm     | Musée                | National Gallery of Art Washington                     |
|         | Portrait       | L'Honnorable Mrs Graham | 1775-1777                    | huile sur toile             | 237 × 154 cm   | Musée                | Galerie nationale d'Écosse, Edimbourg                  |
|         | Animalier      | Tristram et Fox | 1775-1785                    | huile sur toile             | 61 × 51 cm     | Musée                | National Gallery Londres                               |
|         | Portrait       | Une Femme en bleu | 1775-1785                    | huile sur toile             | 76 × 63 cm     | Musée                | Musée de l'Ermitage Saint-Petersbourg                  |
|         | Portrait       | Thomas Pennant (1726-1798) naturaliste                                                                                           | 1776                         | huile sur toile             | 95 × 74 cm     | Musée                | National Museum Cardiff                                |
|         | Portrait       | Portrait de Mary Wise Warwickshire                                                                                               | vers 1776                    | huile sur toile             | 95 × 74 cm     | Musée                | National Museum Cardiff                                |
|         | Portrait       | Johann Christian Bach compositeur                                                                                                | vers 1776                    | huile sur toile             | 75 × 62 cm     | Musée                | National Portrait Gallery Holburne Museum, Bath        |
|         | Portrait       | Mrs. Paul Cobb Methuen Wiltshire                                                                                                 | 1776-1777                    | huile sur toile             | 84 × 71 cm     | Musée                | National Gallery of Art Washington                     |
|         | Portrait       | Portrait of Sarah Buxton | 1776-1777                    | huile sur toile             | 110 × 87 cm    | Musée                | Musée Thyssen-Bornemisza, Madrid                       |
|         | Portrait       | Richard St George Mansergh-St George Comté de Cork                                                                               | 1776-1780                    | huile sur toile             | 230 × 156 cm   | Musée                | National Gallery of Victoria, Melbourne                |
|         | Paysage        | Le Point d'eau | avant 1777                   | huile sur toile             | 147 × 180 cm   | Musée                | National Gallery Londres                               |
|         | Portrait       | La Fille de l'Artiste, Mary | 1777                         | huile sur toile             | 77 × 65 cm     | Musée                | Tate Britain Londres                                   |
|         | Portrait       | Karl Friedrich Abel | vers 1777                    | huile sur toile             | 225 × 151 cm   | Musée                | Bibliothèque Huntington San Marino (Californie)        |
|         | Portrait       | Anne (Luttrell) Duchesse de Cumberland                                                                                           | vers 1777                    | huile sur toile             | 91 × 72 cm     | Musée                | Bibliothèque Huntington San Marino (Californie)        |
|         | Portrait       | Henrietta Read future Henrietta Meares                                                                                           | vers 1777                    | huile sur toile             | 227 × 143 cm   | Musée                | Bibliothèque Huntington San Marino (Californie)        |
|         | Portrait       | L'Honnorable Frances Duncombe chez le Comte de Radnor                                                                            | vers 1777                    | huile sur toile             | 234 × 155 cm   | Musée                | Frick Collection New York                              |
|         | Portrait       | Mary Heberden | vers 1777                    | huile sur toile             | 73 × 63 cm     | Musée                | Yale Center for British Art New Haven                  |
|         | Animalier      | Chienne et son chiot de Poméranie                                                                                                | vers 1777                    | huile sur toile             | 83 × 112 cm    | Musée                | Tate Britain Londres                                   |
|         | Portrait       | Philippe-Jacques de Loutherbourg (1740-1812) metteur en scène au Drury Lane                                                      | 1777-1778                    | huile sur toile             | 76 × 63 cm     | Musée                | Dulwich Picture Gallery Londres                        |
|         | Portrait       | Portrait de Philip Stanhope 5ème comte de Chesterfield (1755-1815)                                                               |                              | huile sur toile             | 221 × 157 cm   | Catalogue Christie's | Collection privée Vente Christie's 2011                |
|         | Portrait       | Portrait d'Anne, comtesse de Chesterfield                                                                                        | 1777–1778                    | huile sur toile             | 221 × 156,2 cm | Musée                | J. Paul Getty Museum, Los Angeles                      |
|         | Portrait       | Portrait de Lady Rodney née Anne Harley                                                                                          | 1778                         | huile sur toile             | 128 × 101 cm   | Musée                | Philadelphia Museum of Art                             |
|         | Portrait       | Sarah Dupont | 1777-1779                    | huile sur toile             | 77 × 64 cm     | Musée                | Art Institute of Chicago                               |
|         | Portrait       | Mrs Hamilton Nisbet (1756 - 1834)                                                                                                | 1777-1788                    | huile sur toile             | 233 × 155 cm   | Musée                | Galerie nationale d'Écosse Edimbourg                   |
|         | Portrait       | Samuel Linley (1760-1778) | 1778                         | huile sur toile             | 76 × 63 cm     | Musée                | Dulwich Picture Gallery Londres                        |
|         | Portrait       | Mrs. Grace Dalrymple Elliott (1754?–1823)                                                                                        | 1778                         | huile sur toile             | 234 × 154 cm   | Musée                | Metropolitan Museum of Art New York                    |
|         | Portrait       | Portrait de James Christie (1730 - 1803)                                                                                         | 1778                         | huile sur toile             | 128 × 102 cm   | Musée                | J. Paul Getty Museum, Los Angeles                      |
|         | Portrait       | James VIIIème comte d'Abercorn                                                                                                   | 1778                         | huile sur toile             | 221 × 145 cm   | Musée                | Alte Pinakothek, Munich                                |
|         | Portrait       | Lady Anne Hamilton | vers 1778                    | huile sur toile             | 237 × 155 cm   | Musée                | Detroit Institute of Arts                              |
|         | Portrait       | Mrs. John Taylor Birmingham | vers 1778                    | huile sur toile             | 76 × 64 cm     | Musée                | National Gallery of Art Washington                     |
|         | Portrait       | John Taylor (1738–1814) Birmingham                                                                                               | vers 1778                    | huile sur toile             | 76 × 64 cm     | Musée                | Musée des Beaux-Arts de Boston                         |
|         | Portrait       | Portrait de Mrs Gainsborough | vers 1778                    | huile sur toile             |                | Musée                | Courtauld Gallery, Londres                             |
|         | Portrait       | Vicomtesse Folkestone | vers 1778                    | huile sur toile             |                | Musée                | Walker Art Gallery, Liverpool                          |
|         | Portrait       | George Colman l'Ancien poète | vers 1778                    | huile sur toile             | 72 × 59 cm     | Musée                | National Portrait Gallery Holburne Museum, Bath        |
|         | Portrait       | Portrait de Giusto Ferdinando Tenducci chanteur soprano                                                                          | vers 1773                    | huile sur toile             | 76 × 64 cm     | Musée                | Barber Institute of Fine Arts Birmingham               |
|         | Portrait       | Portrait de Giusto Ferdinando Tenducci tenant une partition                                                                      |                              | huile sur toile             | 76 × 64 cm     | Catalogue Christie's | Collection privée Vente Christie's 2009                |
|         | Paysage        | Campement de bohémiens au soleil couchant                                                                                        | 1778-1780                    | huile sur toile             | 83 × 112 cm    | Musée                | Tate Britain Londres                                   |
|         | Portrait       | L'Honorable Richard Savage Nassau de Zuylestein né à St Osyth                                                                    | 1778-1780                    | huile sur toile             | 239 × 157 cm   | Musée                | Detroit Institute of Arts                              |
|         | Portrait       | Richard Savage Nassau de Zuylestein (1723–1780) second fils du 3ème comte de Rochford né à St Osyth                              |                              | huile sur toile             | 124 × 98 cm    | Art UK               | National Trust for Scotland Château de Brodick         |
|         | Portrait       | Portrait de John Campbell 5ème duc d'Argyll (1723-1806)                                                                          | 1779                         | huile sur toile             | 76 × 62 cm     | Catalogue Sotheby's  | Collection privée Vente Sotheby's 2010                 |
|         | Portrait       | Sir Richard Perryn Baron de l'Echiquier                                                                                          | 1779                         | huile sur toile             | 127 × 101 cm   | Musée                | Manchester City Art Galleries                          |
|         | Portrait       | Philip Yorke I (1743–1804) | 1779-1780                    | huile sur toile             | 125 × 100 cm   | National Trust       | Erddig house, Wrexham                                  |
|         | Portrait       | Mrs Elizabeth Moody et ses fils Samuel et Thomas                                                                                 | 1779-1785                    | huile sur toile             | 234 × 154 cm   | Musée                | Dulwich Picture Gallery Londres                        |
|         | Portrait       | Madame Lebrun | 1780                         | huile sur toile             |                | Musée                | musée national d'Australie-Méridionale Adélaïde        |
|         | Portrait       | Maréchal Henry Seymour Conway (1721–1795) Gouverneur de Jersey (1772–1795)                                                       | 1780                         | huile sur toile             | 300 × 150 cm   | Musée                | Royal Court House, Jersey                              |
|         | Paysage        | Au seuil de la ferme | vers 1778                    | huile sur toile             | 123 × 149 cm   | Musée                | Cincinnati Art Museum                                  |
|         | Paysage        | Au seuil de la ferme | vers 1780                    | huile sur toile             | 148 × 120 cm   | Musée                | Bibliothèque Huntington San Marino                     |
|         | Paysage        | A la porte de la ferme | années 1780                  | huile sur toile             | 149 × 120 cm   | Catalogue Sotheby's  | Collection privée Vente Sotheby's 2014                 |
|         | Paysage        | Paysage côtier | 1780-1781 inachevé           | huile sur toile             | 91 × 121 cm    | Catalogue Sotheby's  | Collection privée Vente Sotheby's 2013                 |
|         | Portrait       | Lieutenant Colonel Paul Pechell (1724–1800) futur baronnet de Paglesham, Essex                                                   | années 1780                  | huile sur toile             | 76 × 64 cm     | Musée                | Metropolitan Museum of Art New York                    |
|         | Portrait       | Johann Christian Fischer (1733-1800)                                                                                             | exposé en 1780               | huile sur toile             | 229 × 151 cm   | Collection           | Royal Collection                                       |
|         | Portrait       | Charles Rousseau Burney (1747–1819) élève de Charles Burney                                                                      | vers 1780                    | huile sur toile             | 77 × 64 cm     | Musée                | Metropolitan Museum of Art New York                    |
|         | Portrait       | Elizabeth (Jenks) Beaufoy future Elizabeth Pycroft                                                                               | vers 1780                    | huile sur toile             | 231 × 152 cm   | Musée                | Bibliothèque Huntington San Marino (Californie)        |
|         | Portrait       | Portrait de Mr. G. Hammond marchand de l'Inde                                                                                    | vers 1780                    | huile sur toile             | 76 × 64 cm     | Catalogue Sotheby's  | Collection privée Vente Sotheby's 2007                 |
|         | Portrait       | Le Révérend Sir Henry Bate-Dudley Baronnet                                                                                       | vers 1780                    | huile sur toile             | 72 × 58 cm     | Musée                | Tate Britain Londres                                   |
|         | Portrait       | Lord John Augustus Hervey (1757-1796) neveu d'Augustus Hervey (1724-1779)                                                        | vers 1780                    | Huile sur toile             | 221 × 150 cm   | National Trust       | Ickworth, Suffolk                                      |
|         | Portrait       | Augustus Hervey (c.1765-1782) | vers 1780                    | Huile sur étain             | 22 × 18 cm     | National Trust       | Ickworth, Suffolk                                      |
|         | Portrait       | Anne Duchesse de Cumberland | vers 1780                    | Huile sur étain             | 76 × 63 cm     | Musée                | Walker Art Gallery, Liverpool                          |
|         | Portrait       | Jeffrey Amherst 1er Baron Amherst                                                                                                | vers 1780                    | Huile sur toile             | 76 × 63 cm     | Musée                | National Portrait Gallery Londres                      |
|         | Portrait       | Arthur Chichester (1739–1799) 1er Marquis de Donegal                                                                             | vers 1780                    | Huile sur toile             | 232 × 152 cm   | Musée                | Ulster Museum, Belfast                                 |
|         | Portrait       | Le Réverend William Stevens aumônier du duc de Cumberland                                                                        | vers 1780                    | Huile sur toile             | 126 × 100 cm   | Musée                | Musée des beaux-arts du Canada Ottawa                  |
|         | Portrait       | Robert Hampton-Trevor Vicomte Hampden                                                                                            | vers 1780                    | Huile sur toile             | 72 × 58 cm     | Musée                | Clark Art Institute Williamstown                       |
|         | Portrait       | Miss Elizabeth Haverfield fille de John Haverfield superintendant de Kew gardens                                                 | début années 1780            | huile sur toile             | 126 × 101 cm   | Musée                | Wallace Collection Londres                             |
|         | Portrait       | Maria Linley (1763-84) | 1780-1784                    | pastel sur papier sur toile | 30 × 25 cm     | Musée                | Dulwich Picture Gallery Londres                        |
|         | Portrait       | Charles Howard 11ème Duc de Norfolk                                                                                              | 1784-1786                    | huile sur toile             | 232 × 152 cm   | Musée                | National Portrait Gallery Arundel Castle               |
|         | Portrait       | Mrs Susanna Gardiner (1752-1818) Sœur de l'artiste                                                                               | 1780-1785                    | huile sur toile             | 76 × 63 cm     | Musée                | Tate Britain Londres                                   |
|         | Portrait       | Musidora inachevé | 1780-1788                    | huile sur toile             | 188 × 153 cm   | Musée                | Tate Britain Londres                                   |
|         | Portrait       | Mrs. Peter William Baker | 1781                         | huile sur toile             | 228 × 152 cm   | Musée                | Frick Collection New York                              |
|         | Portrait       | Marie Jean Augustin Vestris danseur                                                                                              | 1781-1782                    | huile sur toile             | 32 × 27 cm     | Musée                | Tate Britain Londres                                   |
|         | Portrait       | Mrs. Mary Robinson (Perdita) actrice                                                                                             | vers 1781                    | huile sur toile             | 234 × 153 cm   | Musée                | Wallace Collection (musée) Londres                     |
|         | Portrait       | Mrs. Mary Robinson (1758-1800)                                                                                                   | vers 1781                    | huile sur toile             | 76 × 63 cm     | Collection           | Royal Collection                                       |
|         | Portrait       | Mary Darby Mrs Thomas Robinson ("Perdita") (1758 - 1800)                                                                         | 1781                         | huile sur toile             | 76 × 64 cm     | Collection           | Waddesdon Manor National Trust                         |
|         | Paysage        | Bord de mer avec des pêcheurs | 1781-1782                    | huile sur toile             | 102 × 128 cm   | Musée                | National Gallery of Art Washington                     |
|         | Paysage        | Scène côtière avec livraison et bétail                                                                                           | 1781-1782                    | huile sur toile             | 76 × 63 cm     | Musée                | Musée des Beaux-Arts de Houston                        |
|         | Portrait       | Richard Hurd (1720-1808) évêque de Worcester                                                                                     | 1781                         | huile sur toile             | 76 × 63 cm     | Collection           | Royal Collection                                       |
|         | Portrait       | George III (1738-1820) | 1780-1781                    | huile sur toile             | 239 × 159 cm   | Musée                | Royal Collection                                       |
|         | Portrait       | La Reine Charlotte | vers 1781                    | huile sur toile             | 239 × 159 cm   | Collection           | Royal Collection                                       |
|         | Portrait       | La Reine Charlotte (1744-1818)                                                                                                   | 1782 septembre               | huile sur toile             | 59 × 44 cm     | Collection           | Royal Collection                                       |
|         | Portrait       | La Reine Charlotte | Réplique du portrait de 1782 | huile sur toile             | 60 × 44 cm     | Musée                | Metropolitan Museum of Art New York                    |
|         | Portrait       | George III (1738-1820) | 1782 septembre               | huile sur toile             | 59 × 44 cm     | Collection           | Royal Collection                                       |
|         | Portrait       | George, Prince de Galles futur George IV (1762 - 1830)                                                                           | 1781                         | huile sur toile             | 250 × 186 cm   | Collection           | Waddesdon manor - National Trust                       |
|         | Portrait       | George, Prince de Galles futur George IV (1762 - 1830)                                                                           | 1781                         | huile sur toile             | 59 × 44 cm     | Collection           | Royal Collection                                       |
|         | Portrait       | Prince William futur duc de Clarence (1765-1837)                                                                                 | 1782 septembre               | huile sur toile             | 59 × 44 cm     | Collection           | Royal Collection                                       |
|         | Portrait       | Charlotte, Princesse Royale (1766-1828)                                                                                          | 1782 septembre               | huile sur toile             | 59 × 44 cm     | Collection           | Royal Collection                                       |
|         | Portrait       | Prince Edward futur duc de Kent (1767-1820)                                                                                      | 1782 septembre               | huile sur toile             | 59 × 44 cm     | Collection           | Royal Collection                                       |
|         | Portrait       | Princesse Augusta (1768-1840) | 1782 septembre               | huile sur toile             | 59 × 44 cm     | Collection           | Royal Collection                                       |
|         | Portrait       | Princesse Elizabeth (1770-1840)                                                                                                  | 1782 septembre               | huile sur toile             | 59 × 44 cm     | Collection           | Royal Collection                                       |
|         | Portrait       | Prince Ernest futur duc de Cumberland (1771-1851)                                                                                | 1782 septembre               | huile sur toile             | 59 × 44 cm     | Collection           | Royal Collection                                       |
|         | Portrait       | Prince Augustus futur duc du Sussex (1773-1843)                                                                                  | 1782 septembre               | huile sur toile             | 59 × 44 cm     | Collection           | Royal Collection                                       |
|         | Portrait       | Prince Adolphus futur duc de Cambridge (1774-1850)                                                                               | 1782 septembre               | huile sur toile             | 59 × 44 cm     | Collection           | Royal Collection                                       |
|         | Portrait       | Princesse Mary (1776-1857) | 1782 septembre               | huile sur toile             | 59 × 44 cm     | Collection           | Royal Collection                                       |
|         | Portrait       | Princesse Sophia (1777-1848) | 1782 septembre               | huile sur toile             | 56 × 42 cm     | Collection           | Royal Collection                                       |
|         | Portrait       | Prince Octavius (1779-1783) | 1782 septembre               | huile sur toile             | 56 × 42 cm     | Collection           | Royal Collection                                       |
|         | Portrait       | Prince Alfred (1780-1782) | 1782 septembre               | huile sur toile             | 57 × 42 cm     | Collection           | Royal Collection                                       |
|         | Portrait       | Francis Nicholls (b.1774) ou Le Garçon rose                                                                                      | 1782                         | huile sur toile             | 167 × 117 cm   | Collection           | Waddesdon Manor National Trust                         |
|         | Portrait       | Portrait de Giovanna Baccelli | exposé en 1782               | huile sur toile             | 227 × 149 cm   | Musée                | Tate Britain Londres                                   |
|         | Portrait       | John Hayes St Leger (1765-1800) militaire                                                                                        | 1782                         | huile sur toile             | 250 × 189 cm   | Collection           | Royal Collection                                       |
|         | Portrait       | Jeune paysanne ramassant des fagots dans un bois                                                                                 | 1782                         | huile sur toile             | 169 × 123 cm   | Musée                | Manchester City Art Galleries                          |
|         | Portrait       | Grace Dalrymple Elliott | vers 1782                    | huile sur toile             | 76 × 63 cm     | Musée                | Frick Collection New York                              |
|         | Portrait       | L'Honorable Anne (Batson) Fane                                                                                                   | vers 1782                    | huile sur toile             | 90 × 70 cm     | Musée                | Bibliothèque Huntington San Marino (Californie)        |
|         | Portrait       | Charles, IIème comte et Ier marquis Cornwallis (1738-1805)                                                                       | après 1782                   | huile sur toile             | 76 × 64 cm     | Collection           | Royal Collection                                       |
|         | Paysage        | Paysage rocheux et boisé avec un vallon et un barrage                                                                            | 1782-1783                    | huile sur toile             | 89 × 110 cm    | Musée                | Cleveland Museum of Art                                |
|         | Paysage        | Paysage côtier | 1782-1784                    | huile sur toile             | 64 × 76 cm     | Musée                | Musée d'art de Denver                                  |
|         | Paysage        | Paysage côtier avec un berger et son troupeau                                                                                    | 1783-1784                    | huile sur toile             | 63 × 76 cm     | Musée                | Yale Center for British Art New Haven                  |
|         | Portrait       | Georgiana, Duchesse du Devonshire                                                                                                | 1783                         | huile sur toile             | 236 × 146 cm   | Musée                | National Gallery of Art Washington                     |
|         | Portrait       | Sir Benjamin Thompson futur Comte Rumford (1753-1814)                                                                            | 1783                         | huile sur toile             | 76 × 63 cm     | Musée                | Fogg Art Museum Cambridge                              |
|         | Portrait       | John Montagu (1718-1792) 4ème comte de Sandwich 1er Lord del'Admirauté                                                           | 1783                         | huile sur toile             | 232 × 151 cm   | Musée                | National Maritime Museum Londres                       |
|         | Portrait       | Charles Cornwallis 1er Marquis Cornwallis                                                                                        | 1783                         | huile sur toile             | 75 × 62 cm     | Musée                | National Portrait Gallery, Londres                     |
|         | Scène de genre | Deux jeunes bergers avec un combat de chiens                                                                                     | 1783                         | huile sur toile             | 222 × 155 cm   | Art UK               | Kenwood House, Hampstead                               |
|         | Paysage        | Scène côtière avec des bateaux à voile                                                                                           | 1783                         | huile sur toile             | 28 × 34 cm     | Musée                | Victoria and Albert Museum Londres                     |
|         | Paysage        | L'Allée à St James's Park | vers 1783                    | huile sur toile             | 121 × 147 cm   | Musée                | Frick Collection New York                              |
|         | Portrait       | Lady Anna Horatia Waldegrave | vers 1783                    | huile sur toile             | 83 × 64 cm     | Musée                | Detroit Institute of Arts                              |
|         | Portrait       | Portrait de Lady Catherine Ponsoby Duchesse de St Albans (1742-1789)                                                             | vers 1783                    | huile sur toile             | 76 × 63 cm     | Catalogue Sotheby's  | Collection privée Vente Sotheby's 2013                 |
|         | Paysage        | Marine, calme | vers 1783                    | huile sur toile             | 156 × 190 cm   | Musée                | National Gallery of Victoria, Melbourne                |
|         | Portrait       | Portrait d'Elisabeth Bowes Mrs Croft Steventon Manor                                                                             | vers 1783                    | huile sur toile             | 73 × 63 cm     | Catalogue Sotheby's  | Collection privée Vente Sotheby's 2017                 |
|         | Paysage        | Paysage de hautes terres boisées                                                                                                 | vers 1783                    | huile sur toile             | 120 × 148 cm   | Musée                | Metropolitan Museum of Art New York                    |
|         | Paysage        | Paysage boisé | vers 1783                    | huile sur toile             | 143 × 195 cm   | National trust       | Penrhyn Castle, Gwynedd                                |
|         | Portrait       | Sir Harbord Harbord (1734–1810)                                                                                                  | vers 1783                    | huile sur toile             | 143 × 195 cm   | Art UK               | Norwich Castle                                         |
|         | Paysage        | Paysage rocheux | vers 1783                    | huile sur toile             | 119 × 147 cm   | Musée                | Galerie nationale d'Écosse Edimbourg                   |
|         | Paysage        | Paysage de montagne avec un pont                                                                                                 | 1783-1784                    | huile sur toile             | 113 × 133 cm   | Musée                | National Gallery of Art Washington                     |
|         | Paysage        | Paysage rocheux avec un pont | 1783-1784                    | huile sur toile             | 38 × 53 cm     | Musée                | National Museum Cardiff                                |
|         | Portrait       | Les Trois princesses aînées : Charlotte (1766-1828), Augusta (1768-1840) et Elizabeth (1770-1840)                                | 1783-1784                    | huile sur toile             | 130 × 180 cm   | Collection           | Royal Collection                                       |
|         | Portrait       | Frances Browne Mrs John Douglas (1746 - 1811)                                                                                    | 1783-1784                    | huile sur toile             | 238 × 149 cm   | Collection           | Waddesdon Manor National trust                         |
|         | Portrait       | John Hobart (1723–1793) 2ème comte du Buckinghamshire                                                                            | années 1780                  | huile sur toile             | 75 × 63 cm     | Musée                | Metropolitan Museum of Art New York                    |
|         | Portrait       | Portrait de Louis-René Ferdinand Quentin de Richebourg, Chevalier de Champcenetz fils (1754-1822)                                | 1780-1785                    | huile sur toile             | 68 × 55 cm     | National Trust       | Knole House, Sevenoaks, Kent                           |
|         | Portrait       | John Hobart (1723–1793) 2ème comte du Buckinghamshire                                                                            | 1784                         | huile sur toile             | 234 × 145 cm   | National Trust       | Blickling Hall, Broadland, Norfolk                     |
|         | Portrait       | Caroline Conolly comtesse du Buckinghamshire                                                                                     | 1784                         | huile sur toile             | 233 × 146 cm   | National Trust       | Blickling Hall, Broadland, Norfolk                     |
|         | Portrait       | Lord George Sackville vicomte Sackville (1716-1785)                                                                              | 1784                         | huile sur toile             | 127 × 107 cm   | National Trust       | Knole House, Sevenoaks                                 |
|         | Portrait       | Mrs. Maria Anne Fitzherbert | 1784                         | huile sur toile             | 76 × 63 cm     | Musée                | California Palace of the Legion of Honor San Francisco |
|         | Paysage        | Paysage avec berger et troupeau                                                                                                  | 1784                         | huile sur toile             | 121 × 148 cm   | Musée                | Alte Pinakothek, Munich                                |
|         | Portrait       | La Famille Baillie | vers 1784                    | huile sur toile             | 251 × 227 cm   | Musée                | Yale Center for British Art New Haven                  |
|         | Paysage        | Paysage avec des figures | 1784-1785                    | huile sur toile             | 62 × 76 cm     | Musée                | Manchester City Art Galleries                          |
|         | Paysage        | Paysage avec un chariot | 1784-1785                    | huile sur toile             | 128 × 103 cm   | Musée                | California Palace of the Legion of Honor San Francisco |
|         | Paysage        | Le Chariot des moissonneurs | 1784-1785                    | huile sur toile             | 122 × 150 cm   | Musée                | Musée des beaux-arts de l'Ontario Toronto              |
|         | Portrait       | Portrait de William Anne Hollis 4e comte d'Essex présentant une coupe à Thomas Clutterbuck de Watford                            | 1784-1785                    | huile sur toile             | 146 × 173 cm   | Musée                | J. Paul Getty Museum Los Angeles                       |
|         | Portrait       | Portrait of George III | 1785                         | huile sur toile             | 151 × 117 cm   | Google Arts          | Château royal de Varsovie                              |
|         | Portrait       | Mr et Mrs William Hallett ou La Promenade du matin                                                                               | 1785                         | huile sur toile             | 236 × 179 cm   | Musée                | National Gallery Londres                               |
|         | Portrait       | Portrait de Mrs. Sarah Siddons (1755-1831)                                                                                       | 1785                         | huile sur toile             | 126 × 99 cm    | Musée                | National Gallery Londres                               |
|         | Portrait       | John, 4e comte de Darnley Cobham Hall, Kent                                                                                      | 1785                         | huile sur toile             | 76 × 63 cm     | Musée                | National Gallery of Art Washington                     |
|         | Portrait       | Sir John Edward Swinburne | 1785                         | huile sur toile             | 67 × 58 cm     | Musée                | Detroit Institute of Arts                              |
|         | Portrait       | Edward Swinburne | 1785                         | huile sur toile             | 69 × 60 cm     | Musée                | Detroit Institute of Arts                              |
|         | Portrait       | Robert Adair | vers 1785                    | huile sur toile             | 63 × 76 cm     | Musée                | Baltimore Museum of Art                                |
|         | Portrait       | Mrs William Tennant née Mary Wylde assise dans un paysage                                                                        | vers 1785                    | huile sur toile             | 128 × 102 cm   | Catalogue Sotheby's  | Collection privée Vente Sotheby's 2017                 |
|         | Portrait       | L'Hon. Charles Phipps Capitaine (1753–1786) Constantine John Phipps                                                              | vers 1785                    | huile sur toile             | 67 × 53 cm     | Musée                | National Maritime Museum, Londres                      |
|         | Portrait       | Sophia Charlotte Digby Lady Sheffield (1767 - 1835)                                                                              | 1785-1786                    | huile sur toile             | 227 × 149 cm   | Collection           | Waddesdon Manor National Trust                         |
|         | Portrait       | Le Très hon. Charles Wolfran Cornewall Membre du Parlement                                                                       | 1785-1786                    | huile sur toile             | 228 × 148 cm   | Musée                | National Gallery of Victoria, Melbourne                |
|         | Portrait       | Portrait de l'Amiral Lord Graves 1er baron Graves de Gravesend Comté de Londonderry                                              | 1785-1786                    | huile sur toile             | 127 × 102 cm   | Catalogue Sotheby's  | Collection privée, Vente Sotheby's 2016                |
|         | Portrait       | Henry Frederick, Duc de Cumberland (1745-1790)                                                                                   | 1783-1784                    | huile sur toile             | 74 × 58 cm     | Collection           | Royal Collection                                       |
|         | Portrait       | Anne, Duchesse de Cumberland (1743-1808)                                                                                         | 1783-1784                    | huile sur toile             | 129 × 103 cm   | Collection           | Royal Collection                                       |
|         | Portrait       | Henry, Duc de Cumberland avec Anne, Duchesse de Cumberland et Lady Elizabeth Luttrell                                            | 1785-1788                    | huile sur toile             | 163 × 124 cm   | Collection           | Royal Collection                                       |
|         | Mythologie     | Diane et Actéon | 1785-1788                    | huile sur toile             | 158 × 188 cm   | Collection           | Royal Collection                                       |
|         | Portrait       | Madame Richard Brinsley Sheridan                                                                                                 | 1785-1787                    | huile sur toile             | 220 × 154 cm   | Musée                | National Gallery of Art Washington                     |
|         | Portrait       | Portrait d'Edward Willes (1723-1787) portant robe de juge                                                                        | 1786                         | huile sur toile             | 136 × 110 cm   | Catalogue Sotheby's  | Collection privée, Vente Sotheby's 2019                |
|         | Paysage        | Troupeau à la fontaine | vers 1786                    | huile sur toile             | 62 × 75 cm     | National Trust       | Petworth House, West Sussex                            |
|         | Paysage        | Les Paniers du marché | 1786                         | huile sur toile             | 184 × 153 cm   | Musée                | National Gallery Londres                               |
|         | Portrait       | Miss Catherine Tatton | 1786                         | huile sur toile             | 76 × 64 cm     | Musée                | National Gallery of Art Washington                     |
|         | Portrait       | Alexander 10e duc de Hamilton | 1786                         | huile sur toile             | 64 × 51 cm     | Collection           | Waddesdon Manor National Trust                         |
|         | Portrait       | Lord Archibald Hamilton (1770 - 1827)                                                                                            | 1786                         | huile sur toile             | 64 × 51 cm     | Collection           | Waddesdon Manor National Trust                         |
|         | Portrait       | Francis Basset Lord de Dunstanville Twickenham                                                                                   | vers 1786                    | huile sur toile             | 127 × 102 cm   | Musée                | National Gallery of Art Washington                     |
|         | Portrait       | Frances Susanna Lady de Dunstanville Twickenham                                                                                  | vers 1786                    | huile sur toile             | 127 × 102 cm   | Musée                | National Gallery of Art Washington                     |
|         | Paysage        | Le Pont | vers 1786                    | huile sur toile             | 40 × 48 cm     | Musée                | Tate Britain Londres                                   |
|         | Paysage        | Garçon conduisant des vaches à un point d'eau                                                                                    | vers 1786                    | huile sur toile             | 58 × 76 cm     | Musée                | Tate Britain Londres                                   |
|         | Portrait       | Mrs Thomas Hibbert planteur à la Jamaïque                                                                                        | 1786                         | huile sur toile             | 127 × 101 cm   | Musée                | Neue Pinakothek Munich                                 |
|         | Portrait       | Portrait d'une femme dite Lady Mary Bruce, duchesse de Richmond (1740 -1796) peut-être Elizabeth White Mrs Hartley (1751 - 1824) | 1786-1787                    | huile sur toile             | 231 × 152 cm   | National Trust       | Rothschild Collection, Ascott House                    |
|         | Portrait       | Les Enfants Marsham (Charles (1777-1845) Frances (1778-1868), Harriot (1780-1825) Amelia Charlotte (1782-1863) et Dog Fidèle     | 1787                         | huile sur toile             | 243 × 182 cm   | Bildindex            | Gemäldegalerie (Berlin)                                |
|         | Scène de genre | Les Coupeurs de bois | 1787                         | huile sur toile             | 121 × 141 cm   | National Trust       | Château de Dunster, Somerset                           |
|         | Scène de genre | Enfants paysans (Les Ramasseurs de bois)                                                                                         | 1787                         | huile sur toile             | 148 × 120 cm   | Musée                | Metropolitan Museum, New York                          |
|         | Portrait       | Un garçon avec un chat, le matin                                                                                                 | 1787                         | huile sur toile             | 150 × 121 cm   | Musée                | Metropolitan Museum of Art, New York                   |
|         | Portrait       | Portrait de John Langston écuyer de Sarsden (Chipping Norton)                                                                    | 1787                         | huile sur toile             | 234 × 156 cm   | Musée                | Minneapolis Institute of Art                           |
|         | Paysage        | Le Panier du marché | vers 1787                    | huile sur toile             | 130 × 108 cm   | Musée                | Detroit Institute of Arts                              |
|         | Portrait       | Autoportrait | vers 1787                    | huile sur toile             | 73 × 58 cm     | Académie             | Royal Academy of Arts, Londres                         |
|         | Portrait       | Edward Augustus, Duc de Kent | vers 1787                    | huile sur toile             | 91 × 71 cm     | Musée                | Yale Center for British Art New Haven                  |
|         | Scène de genre | Faneur et fille endormie | fin années 1780              | huile sur toile             | 227 × 150 cm   | Musée                | Musée des Beaux-Arts de Boston                         |
|         | Portrait       | Mrs. Robert Hingeston | 1787-1788                    | huile sur toile             | 76 × 64 cm     | Bildindex            | Gemäldegalerie (Berlin)                                |
|         | Biblique       | Paysage rocheux avec Agar et Ismaël                                                                                              | vers 1788                    | huile sur toile             | 78 × 95 cm     | Musée                | National Museum Cardiff                                |
|         | Portrait       | William Pitt | 1787-1789                    | huile sur toile             | 76 × 63 cm     | Musée                | Yale Center for British Art New Haven                  |
|         | Portrait       | Juliana Howard Baronne Petre | 1788                         | huile sur toile             | 225 × 145 cm   | Musée                | Bibliothèque Huntington San Marino                     |
|         | Portrait       | Jeune Hobbinol et Ganderetta | vers 1788                    | huile sur toile             | 125 × 101 cm   | Musée                | Bibliothèque Huntington San Marino                     |

## Dates non documentées
| Tableau | Type      | Titre | Date | Technique       | Dimensions   | Référence            | Lieu de conservation                     |
| ------- | --------- | --- | ---- | --------------- | ------------ | -------------------- | ---------------------------------------- |
|         | Animalier | Paysage boisé avec deux paysans amoureux et deux vaches                                                            |      | huile sur toile | 63 × 76 cm   | Catalogue Sotheby's  | Collection privée, Vente Sotheby's 2018  |
|         | Paysage   | Paysage avec une personne assise, bétail et mouton au bord de l'eau                                                |      | huile sur toile | 80 × 111 cm  | Catalogue Sotheby's  | Collection privée, Vente Sotheby's 2018  |
|         | Animalier | Un pug |      | huile sur toile | 48 × 59 cm   | Catalogue Sotheby's  | Collection privée, Vente Sotheby's 2009  |
|         | Portrait  | Portrait de Miss Low                                                                                               |      | huile sur toile | 76 × 63 cm   | Catalogue Sotheby's  | Collection privée, Vente Sotheby's 2008  |
|         | Portrait  | Portrait d'Elizabeth Blacker (1739-1822)                                                                           |      | huile sur toile | 76 × 63 cm   | Catalogue Christie's | Collection privée, Vente Christie's 2000 |
|         | Portrait  | Portrait équestre d'Albert, duc d'Arenberg prince de Barbençon (1600-1674)                                         |      | huile sur toile | 97 × 84 cm   | Catalogue Christie's | Collection privée, Vente Christie's 2012 |
|         | Portrait  | Portrait de Thomas Brooke (?1755-1820) Norton, Runcorn, Cheshire                                                   |      | huile sur toile | 127 × 102 cm | Catalogue Christie's | Collection privée, Vente Christie's 2017 |
|         | Portrait  | Portrait de Sir Richard Brooke 5ème Bt. (1753-1795) Norton, Runcorn, Cheshire                                      |      | huile sur toile | 127 × 102 cm | Catalogue Christie's | Collection privée, Vente Christie's 2017 |
|         | Paysage   | Paysage boisé avec un berger et son troupeau près d'un point d'eau                                                 |      | huile sur toile | 63 × 76 cm   | Catalogue Christie's | Collection privée, Vente Christie's 2008 |
|         | Portrait  | Portrait de Mrs. William Villebois petite fille de Sir Benjamin Truman                                             |      | huile sur toile | 226 × 147 cm | Catalogue Christie's | Collection privée, Vente Christie's 2011 |
|         | Portrait  | Portrait de Sir Charles Gould Sir Charles Morgan, 1er Baronnet                                                     |      | huile sur toile | 228 × 152 cm | Catalogue Christie's | Collection privée, Vente Christie's 2005 |
|         | Portrait  | Portrait de dame                                                                                                   |      | huile sur toile | 77 × 64 cm   | Catalogue Christie's | Collection privée, Vente Christie's 2018 |
|         | Portrait  | Vieux paysan avec un âne dans un paysage boisé                                                                     |      | huile sur toile | 50 × 39 cm   | Catalogue Christie's | Collection privée, Vente Christie's 2007 |
|         | Portrait  | Thomas Haviland |      | huile sur toile | 129 × 103 cm | Musée                | Nationalmuseum, Stockholm                |
|         | Portrait  | Portrait de Lady Margaret Downing épouse de Sir Jacob Downing 4ème baronnet                                        |      | huile sur toile |              | Collège              | Downing College Université de Cambridge  |
|         | Portrait  | Joseph Gape (1720–1801) Maire de St Albans                                                                         |      | huile sur toile | 62 × 55 cm   | Art UK               | St Albans Museum                         |
|         | Paysage   | Paysage avec un troupeau                                                                                           |      | huile sur toile | 30 × 35 cm   | Musée                | Manchester City Art Galleries            |
|         | Portrait  | Dr. Benjamin Buckler Homme politique Tory                                                                          |      | huile sur toile | 76 × 63 cm   | Musée                | Baltimore Museum of Art                  |
|         | Portrait  | John Jeffreys Pratt 2e comte et 1er marquis Camden Chevalier de l'ordre de la jarretière Lord Lieutenant d'Irlande |      | huile sur toile | 249 × 158 cm | Bildindex            | Gemäldegalerie (Berlin)                  |
|         | Paysage   | Paysage avec trois chênes                                                                                          |      | huile sur toile | 66 × 91 cm   | Musée                | Worcester Art Museum Massachusetts       |
|         | Portrait  | George Lavington, Evêque d'Exeter                                                                                  |      | huile sur toile | 127 × 104 cm | Musée                | Musée d'art d'Auckland                   |